# Émondeville

Émondeville este o comună în departamentul Manche, Franța. În 1 ianuarie 2022 avea o populație de 342 de locuitori.